# Liste der Stolpersteine in der Provinz Pistoia

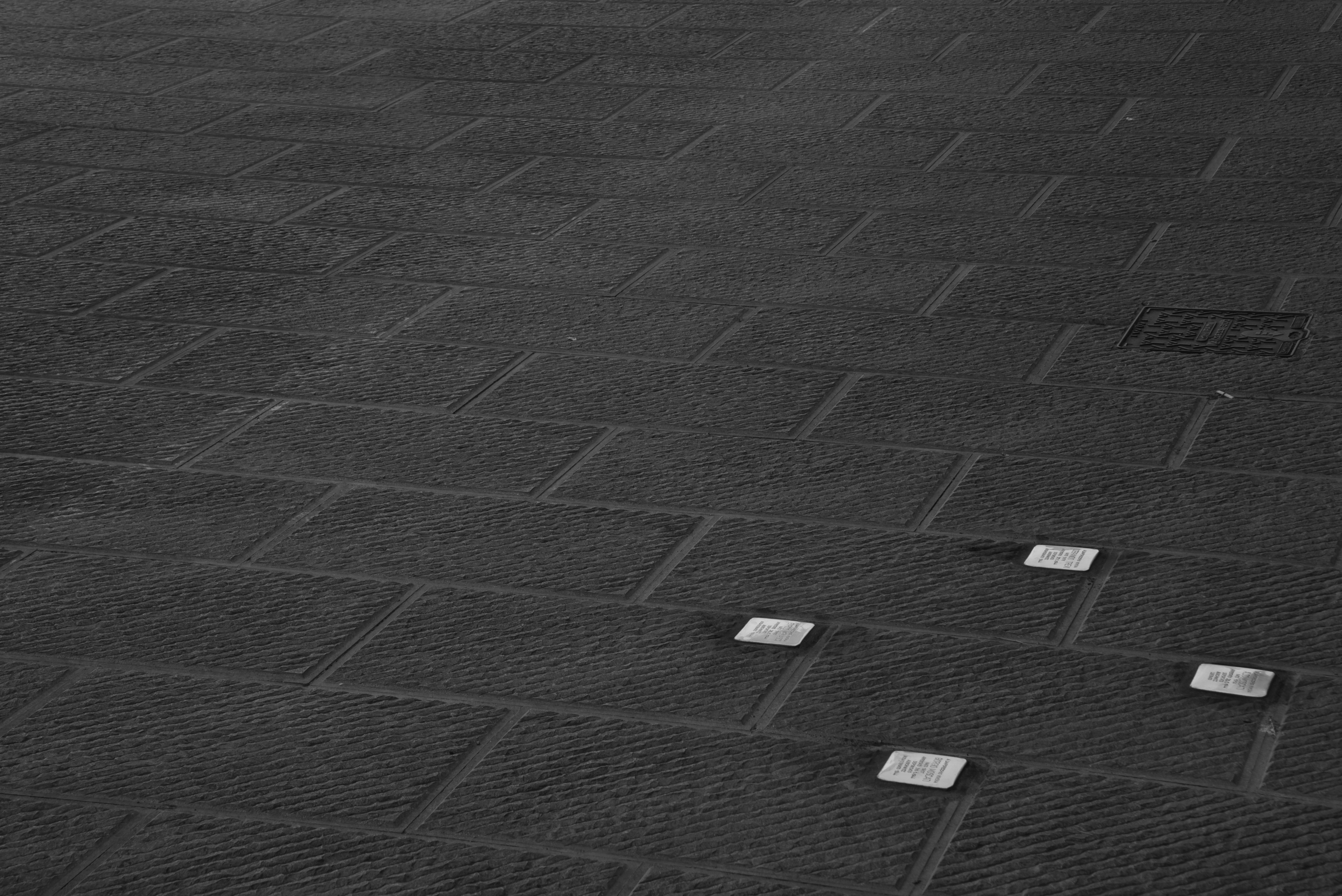
Stolpersteine in Lamporecchio

Die Liste der Stolpersteine in der Provinz Pistoia enthält die Stolpersteine, die vom Kölner Künstler Gunter Demnig in der Provinz Pistoia verlegt wurden. Diese Provinz befindet sich in der italienischen Region Toskana. Stolpersteine erinnern an das Schicksal der Menschen, die von den Nationalsozialisten ermordet, deportiert, vertrieben oder in den Suizid getrieben wurden. Sie liegen im Regelfall vor dem letzten selbstgewählten Wohnsitz des Opfers.
Die ersten Verlegungen in dieser Provinz erfolgten am 27. Januar 2022 in Montecatini Terme. Die italienische Übersetzung des Begriffes Stolpersteine lautet: Pietre d’inciampo.

## Verlegte Stolpersteine

### Lamporecchio
In Lamporecchio wurden vier Stolpersteine an einer Adresse verlegt.
| Stolperstein | Übersetzung                                                                                                 | Verlegeort                                    | Name, Leben |
| ------------ | --- | --------------------------------------------- | --- |
|              | IN LAMPORECCHIO WOHNTE ENRICO MENASCI GEBOREN 1860 VERHAFTET 26.1.1944 DEPORTIERT AUSCHWITZ ERMORDET 1944   | Via Costituzione, 11 vor dem Teatro Communale | Enrico Menasci wurde am 8. Juni 1860 in Livorno geboren. Seine Eltern waren Raffaele Menasci und Ernesta Pacifico. Er wurde Professor für Pädiatrie an der Universität von Pisa. Verheiratet war Menasci mit Irma Rignani. Das Paar hatte zwei Kinder, Ernesta (geboren 1895) und Raffaelo (geboren 1896). Am 26. Januar 1944 wurde Menasci verhaftet, in Florenz inhaftiert und in das Durchgangslager Fossoli überstellt. Von dort wurde er am 22. Februar 1944 mit dem Konvoi Nr. 8 in das Vernichtungslager Auschwitz deportiert. Der Konvoi erreichte Auschwitz am 26. Februar 1944. Enrico Menasci hat die Shoah nicht überlebt. Seine Tochter Ernesta und deren Sohn Nino Giorgio Piperno sowie sein Sohn Raffaelo und dessen Sohn Enrico wurden im Oktober 1943 verhaftet und nach Auschwitz deportiert. Alle vier wurden ebenfalls vom NS-Regime ermordet. |
|              | IN LAMPORECCHIO WOHNTE ALDO MOSCATI GEBOREN 1914 VERHAFTET 26.1.1944 DEPORTIERT AUSCHWITZ BEFREIT           | Via Costituzione, 11 vor dem Teatro Communale | Aldo Moscati wurde am 17. Juni 1914 in Livorno geboren. Seine Eltern waren Pacifico Moscati und Matilde Cammeo. Er hatte zumindest einen Bruder, Giorgio (geboren 1917). Aldo Moscati wurde Arzt. Die Familie flüchtete nach Lamporecchio, die Brüder wurden dort am 26. Januar 1944 gefangen genommen. Zuerst waren beide im Gefängnis von Pistoia inhaftiert, dann wurden sie in die Murate von Florenz überstellt, später in das Durchgangslager Fossoli. Am 22. Februar 1944 wurden Aldo und Giorgio Moscati mit dem Konvoi No. 8 aus Fossoli in das Vernichtungslager Auschwitz deportiert. Der Konvoi erreichte Auschwitz am 26. Februar 1944. Aldo Moscati erhielt die Häftlingsnummer 174534. In Auschwitz lernte er Primo Levi kennen, es entwickelte sich eine Freundschaft. In Devoto's Oral Archive (1987-1989) finden sich einige Zitate von Aldo Moscati, darunter dieses: „Man soll nicht denken, dass alle im Lager an Home Sweet Home dachten. Wir dachten an nichts mehr, wir sollten schließlich zu Tieren werden,- keine Erinnerung mehr an den Vater, die Mutter, die Freundin, die Liebe, nichts ....“ Er war zuerst im Transport- und Kabelkommando, danach musste er als Pfleger im Lazarett miterleben, wie ihm ein Häftling nach dem anderen wegstarb, aus Mangel an Nahrung, an Medikamenten und an Hygiene. Aldo Moscati selbst konnte die KZ-Haft überleben und wurde am 27. Januar 1945 befreit. Er kehrte am 28. August 1945 nach längerer Rekonvaleszenzphase in die Heimat zurück. Sein Bruder wurde unmittelbar nach der Ankunft in Auschwitz vom NS-Regime im Rahmen der Shoah ermordet. |
|              | IN LAMPORECCHIO WOHNTE GIORGIO MOSCATI GEBOREN 1917 VERHAFTET 26.1.1944 DEPORTIERT AUSCHWITZ ERMORDET 1944  | Via Costituzione, 11 vor dem Teatro Communale | Giorgio Moscati wurde am 18. April 1917 in Livorno geboren. Seine Eltern waren Pacifico Moscati und Matilde Cammeo. Er hatte zumindest einen Bruder, Aldo (geboren 1914). Die Familie flüchtete nach Lamporecchio, die Brüder wurden dort am 26. Januar 1944 gefangen genommen. Zuerst waren beide im Gefängnis von Pistoia inhaftiert, dann wurden sie in das Durchgangslager Fossoli überstellt. Am 22. Februar 1944 wurden Aldo und Giorgio Moscati mit dem Konvoi No. 8 aus Fossoli in das Vernichtungslager Auschwitz deportiert. Der Konvoi erreichte Auschwitz am 26. Februar 1944. Giorgio Moscati wurde unmittelbar nach der Ankunft in Auschwitz vom NS-Regime im Rahmen der Shoah ermordet. Sein Bruder wurde mit der Häftlingsnummer 174534 registriert, konnte die KZ-Haft überleben und wurde am 27. Januar 1945 befreit. Er kehrte danach in die Heimat zurück. |
|              | IN LAMPORECCHIO WOHNTE ILDEBRANDO TREVI GEBOREN 1876 VERHAFTET 27.1.1944 DEPORTIERT AUSCHWITZ ERMORDET 1944 | Via Costituzione, 11 vor dem Teatro Communale | Ildebrando Trevi wurde am 18. Oktober 1876 in Ancona geboren. Seine Eltern waren Vitale Trevi und Adelaide Naccamu. Er hatte zumindest eine Schwester, Enrichetta (geboren 1865). Trevi heiratete Argia Forlì. Das Paar hatte vier Kinder, Arduina, Magda, Giacomo (1916–1995) und Giorgio. Bis 1910 lebte die Familie in Ferrara. Ildebrando Trevi führte dort ein Geschäft für Stempel und Schreibmaschinen. Er war antifaschistisch und liberal eingestellt, auf Grund dessen, erfolgten mehrere Strafrazzien im Geschäft. Er wurde schließlich denunziert und am 27. Januar 1944 in San Baronto verhaftet, einem Dorf im Norden von Lamporecchio. Er wurde in das Durchgangslager Fossoli überstellt und von dort am 22. Februar 1944 mit Konvoi No. 8 in das Vernichtungslager Auschwitz deportiert. Ildebrando Trevi wurde unmittelbar nach Eintreffen des Konvois in Auschwitz, am 26. Februar 1944, in einer der Gaskammern ermordet. Seine Schwester wurde am 7. September 1944 ebenfalls in Auschwitz ermordet. Seine Frau und Kinder konnten die Shoah in Verstecken überleben. Argia Forlì sollte kurz nach ihrem Mann verhaftet werden, ihr Schwiegersohn holte sie rechtzeitig weg. Ildebrando Trevis Sohn Giacomo war anfänglich bis 1938 in faschistischen Jugendverbänden Mitglied, änderte aber seine Haltung nach Einführung der Rassengesetze und wurde im Widerstand aktiv. Er wurde 1939 verhaftet und bis 1943 inhaftiert. Auch Giorgio Trevi wurde im Widerstand aktiv, beide Söhne gehörten den Gruppi di Azione Patriottica an und entgingen am 23. März 1944 in Rom nur knapp der Verhaftung. Giacomo Trevi heiratete in den Nachkriegsjahren, 1958 bekam er einen Sohn, dem er den Namen Ildebrando gab. Im Jahr 1994, kurz vor seinem Tod, erhielt er die Ehrenbürgerschaft von Urbisaglia. Ildebrando Trevis Name findet sich auch auf der Gedenktafel für die ermordeten Juden von Ferrara, angebracht an der dortigen Synagoge in der Via Mazzini, 95. |

### Larciano
Vor dem Municipio von Larciano, an der Piazza Vittorio Veneto, 1, wurden zwei Stolpersteine verlegt.
| Stolperstein | Übersetzung                                                                                 | Name, Leben                   |
| ------------ | ------------------------------------------------------------------------------------------- | ----------------------------- |
|              | IN LARCIANO WOHNTE LEONE MOLHO GEB. 1890 VERHAFTET 30.11.1942 DEPORTIERT 25.9.1943 ERMORDET | Leone Molho (1890–1943/45)    |
|              | IN LARCIANO WOHNTE SALOMONE MORDO GEB. 1892 VERHAFTET DEPORTIERT 25.9.1943 ERMORDET         | Mario D'Angeli (1892–1943/45) |

### Montecatini Terme
In Montecatini Terme wurden vor dem Haus Via Grocco, 22 fünf Stolpersteine verlegt.
| Stolperstein | Übersetzung                                                                                                 | Name, Leben                       |
| ------------ | --- | --------------------------------- |
|              | HIER WOHNTE CARLO D'ANGELI GEBOREN 1938 VERHAFTET 5.11.1943 DEPORTIERT AUSCHWITZ ERMORDET 14.11.1943        | Carlo D'Angeli (1938–1943)        |
|              | HIER WOHNTE MARIO D'ANGELI GEBOREN 1908 VERHAFTET 5.11.1943 DEPORTIERT AUSCHWITZ ERMORDET 14.11.1943        | Mario D'Angeli (1908–1943)        |
|              | HIER WOHNTE MASSIMO D'ANGELI GEBOREN 1942 VERHAFTET 5.11.1943 DEPORTIERT AUSCHWITZ ERMORDET 14.11.1943      | Massimo D'Angeli (1942–1943)      |
|              | HIER WOHNTE RENATA FIORENTINI GEBOREN 1916 VERHAFTET 5.11.1943 DEPORTIERT AUSCHWITZ ERMORDET 14.11.1943     | Renata Fiorentini (1916–1943)     |
|              | HIER WOHNTE CLARA ROSA MODIGLIANI GEBOREN 1877 VERHAFTET 5.11.1943 DEPORTIERT AUSCHWITZ ERMORDET 14.11.1943 | Clara Rosa Modigliani (1877–1943) |

## Verlegedaten
Die Stolpersteine der Provinz Pistoia wurden an folgenden Tagen verlegt:
- 27. Januar 2022: Montecatini Terme[11]
- 15. Mai 2022: Lamporecchio[12]
- 27. Januar 2025: Larciano